# ویرکلوند
ویرکلوند (به لاتین: Virklund) یک منطقهٔ مسکونی در دانمارک است که در Silkeborg Municipality واقع شده‌است. ویرکلوند ۳٬۴۷۵ نفر جمعیت دارد.